# Piedra Blanca
Piedra Blanca è un comune della Repubblica Dominicana di 51.403 abitanti, situato nella Provincia di Monseñor Nouel. Comprende, oltre al capoluogo, due distretti municipali: Villa de Sonador e Juan Adrián.